# Славейков
63°00′36″ пд. ш. 62°34′28″ зх. д. / 63.01° пд. ш. 62.574444444444° зх. д.

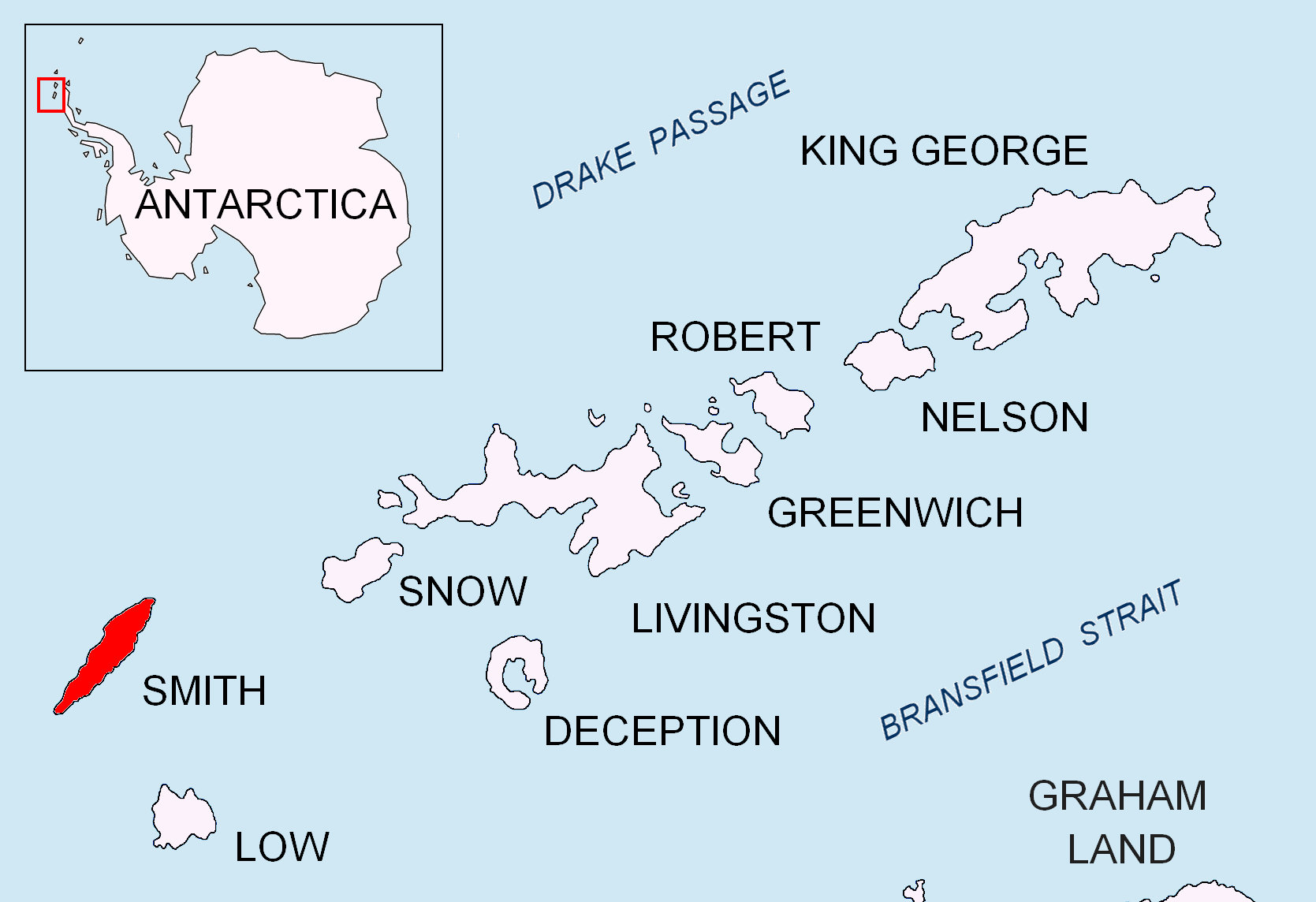
Розташування острова Сміт на Південних Шетландських островах.

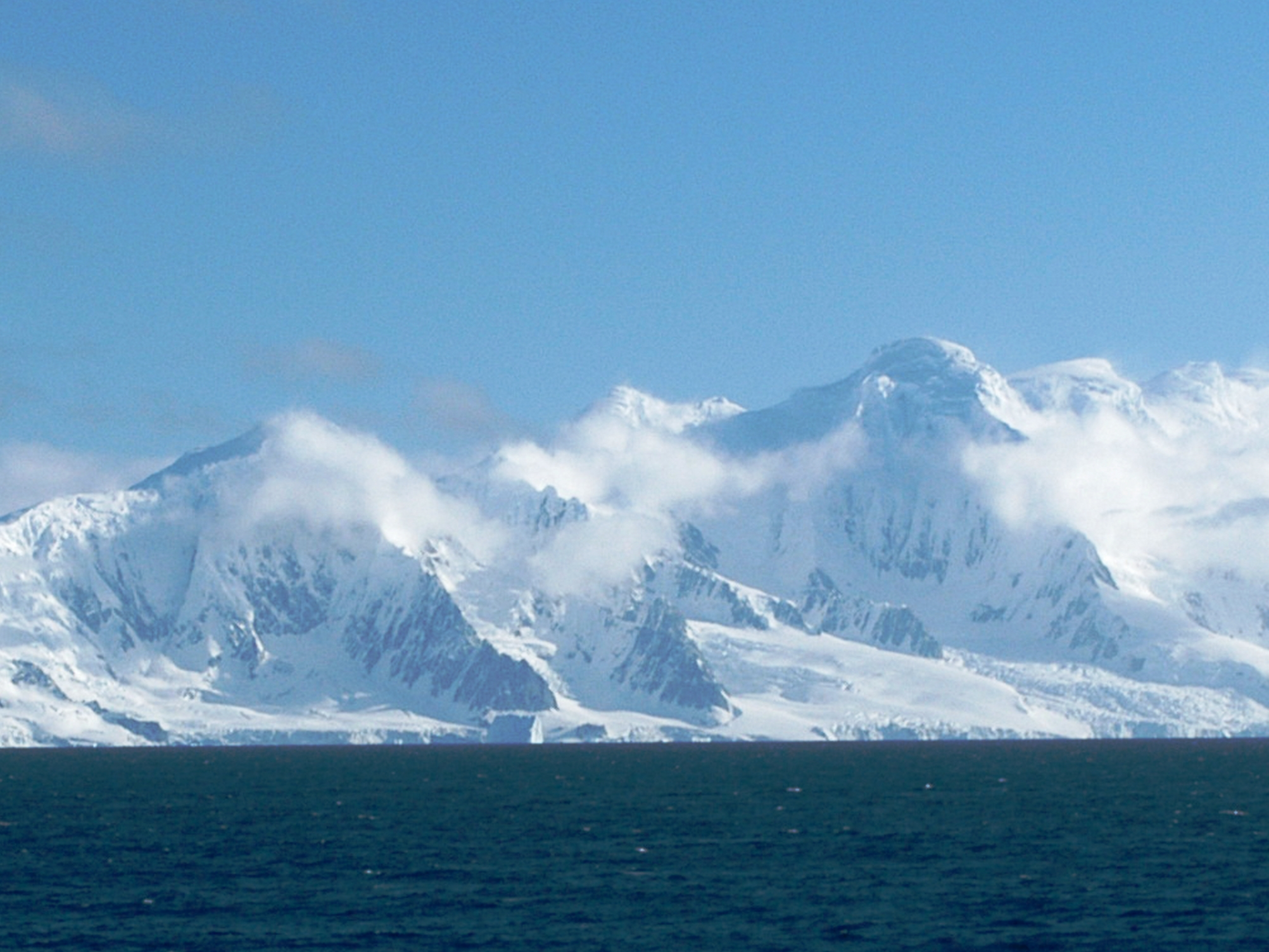
Пік Славейкова з горою Фостер праворуч.

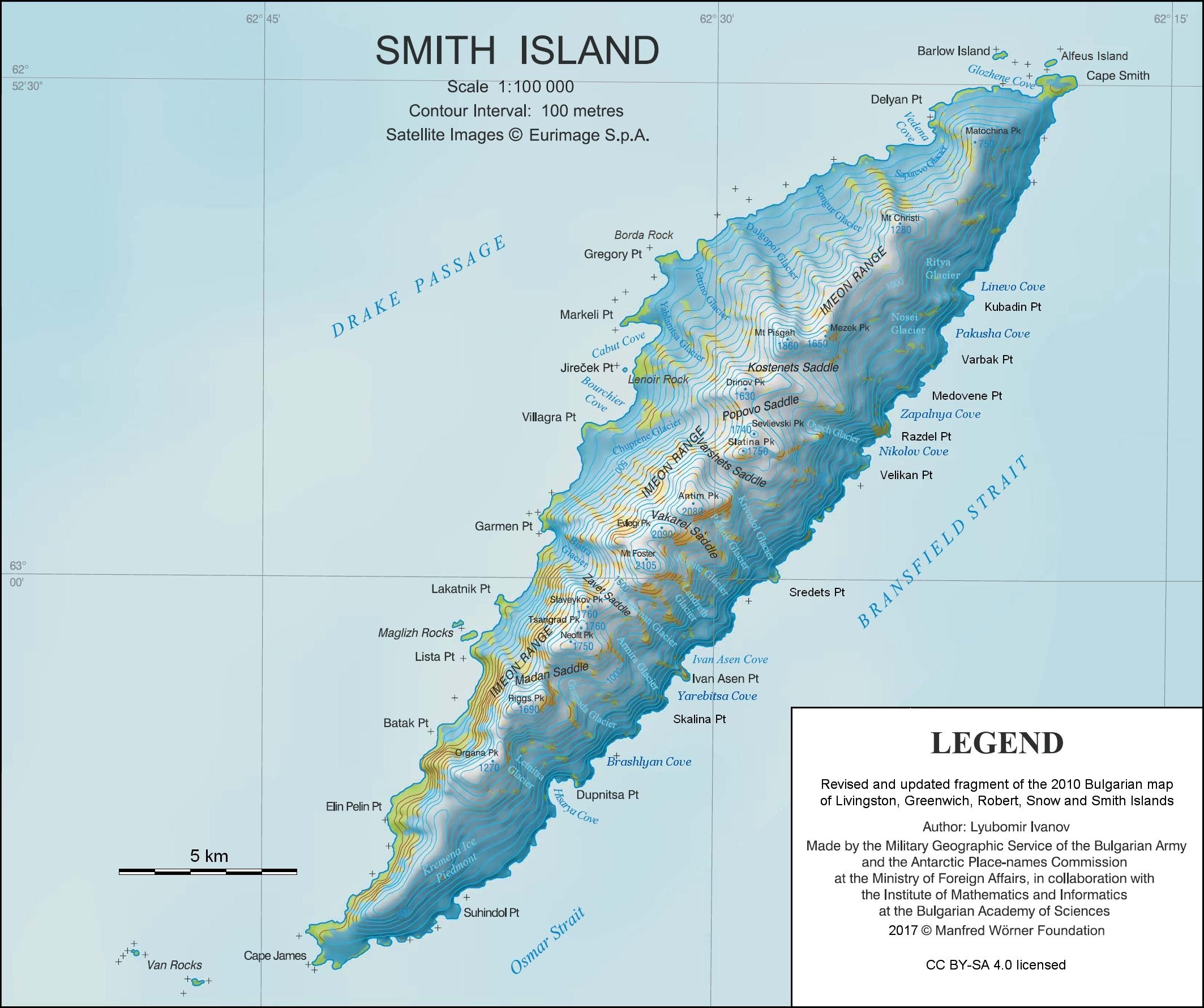
Топографічна карта острова Сміт.

Пік Славейков ( болг. Славейков Връх, трансліт. Slaveykov vrah, IPA: [sɫɐˈvɛjkov ˈvrɤx] ) (63°00′36″ пд. ш. 62°34′28″ зх. д. / 63.01000° пд. ш. 62.57444° зх. д.) - різкий пік, що піднімається до 1760 м у хребті Імеон на острові Сміт на Південних Шетландських островах, Антарктида. Пік розташований 2 км на південний захід від вершини гори Фостер, з якою вона пов'язана сідлом Завет, 1.12 км на північ-північний схід від піку Неофіт, 2.4 км на схід від точки Лакатника та 3,45 км на північний захід від пункту Іван Асен. З видом на льодовик Арміра на південному сході та льодовик Бістра на півночі. Болгарське картографування у 2009 році.
Пік названий на честь видатного болгарського поета Петка Славейкова (1827–1895).

## Дивитися також
- Імеонський хребет
- Список болгарських топонімів в Антарктиді

## Карти
- Діаграма південних Шетландських островів, включаючи острів Коронація тощо. з розвідки шлюпа Голуба в 1821 і 1822 роках Джорджем Пауеллом, командуючим ним же. Шкала приблизно 1: 200000. Лондон: Лорі, 1822.
- Л. Л. Іванов. Антарктида: Острів Лівінгстон та Гринвіч, Роберт, Сноу та Сміт. Масштаб 1: 120000 топографічної карти. Троян: Фонд Манфреда Вернера, 2010.ISBN 978-954-92032-9-5 (перше видання 2009 р.ISBN 978-954-92032-6-4 )
- Південні Шетландські острови: Сміт і Низькі острови. Масштаб 1: 150000 топографічна карта No 13677. Британське антарктичне опитування, 2009 рік.
- Антарктична цифрова база даних (ADD). Масштаб 1: 250000 топографічної карти Антарктиди. Науковий комітет з антарктичних досліджень (SCAR). З 1993 року регулярно модернізується та оновлюється.
- Л. Л. Іванов. Антарктида: острів Лівінгстон та острів Сміт . Масштаб 1: 100000 топографічної карти. Фонд Манфреда Вернера, 2017.ISBN 978-619-90008-3-0

## Зовнішні посилання
- Пік Славейкова. Супутникове зображення Copernix

Ця статя містить інформацію з Антарктичної комісії з географічних назв Болгарії, яка використовується з дозволу.